# Stéphane Richard
Stéphane Richard (Bordéus, 24 de agosto de 1961) é um empresário francês.
Ele é um empresário francês que ocupa o cargo de CEO e presidente da rede global de telefonia móvel Orange desde 2011. Em dezembro de 2021 renunciou aos cargos de presidente e CEO do grupo e será substituído até 31 de janeiro de 2022.

## Carreira
Filho de um engenheiro de minas e neto de um pastor, Richard nasceu em Caudéran, no departamento de Gironda, na Aquitânia (sudoeste da França), em 24 de agosto de 1961. Estudou na HEC Paris e na Escola Nacional de Administração de Estrasburgo.
Richard fez fortuna através do envolvimento na aquisição alavancada da Nexity, uma subsidiária de desenvolvimento imobiliário da Compagnie Générale des Eaux, grupo ao qual ingressou em 1992.
De 2007 a 2009, Richard foi chefe de gabinete de Christine Lagarde, então Ministra da Economia, Indústria e Emprego da França.
Richard ingressou na Orange em setembro de 2009, tornando-se vice-diretor administrativo. Ele foi nomeado CEO da Orange S.A. em 1º de março de 2011. Em 2019, Orange votou pela renovação de seu mandato. Um CEO popular, Richard é creditado por melhorar as receitas e a participação de mercado no competitivo mercado francês de telecomunicações e por restaurar as relações com os sindicatos depois que uma onda de suicídios abalou a empresa.
No final de 2021, Richard anunciou sua intenção de permanecer no cargo por um quarto mandato após seu mandato expirar em maio de 2022. Quando ele recebeu uma pena de prisão suspensa de um ano em um caso de fraude na França não relacionado à empresa, entregue em sua renúncia em novembro de 2021.
Em novembro de 2021, foi condenado por cumplicidade em fraude e abuso de fundos públicos no caso de arbitragem do Crédit Lyonnais e anunciou que renunciaria ao cargo de CEO da Orange S.A..

## Reconhecimento
Richard foi premiado com a Legião de Honra em 2006.